# Präsidentschaftswahl in Israel 2021

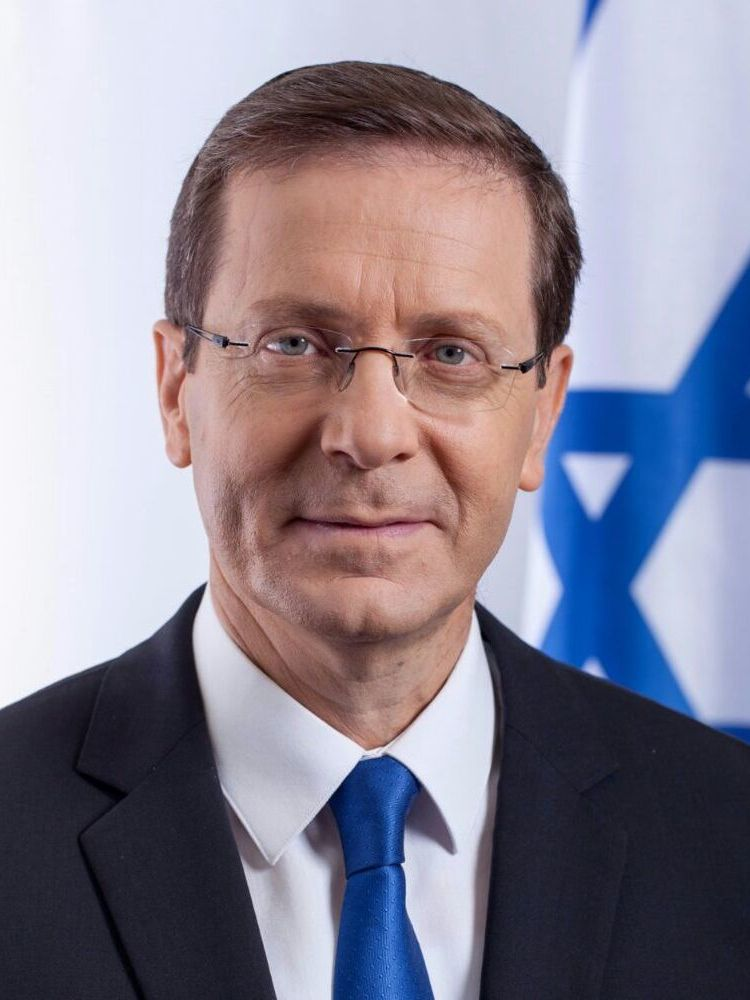
Jitzchak Herzog (2016)

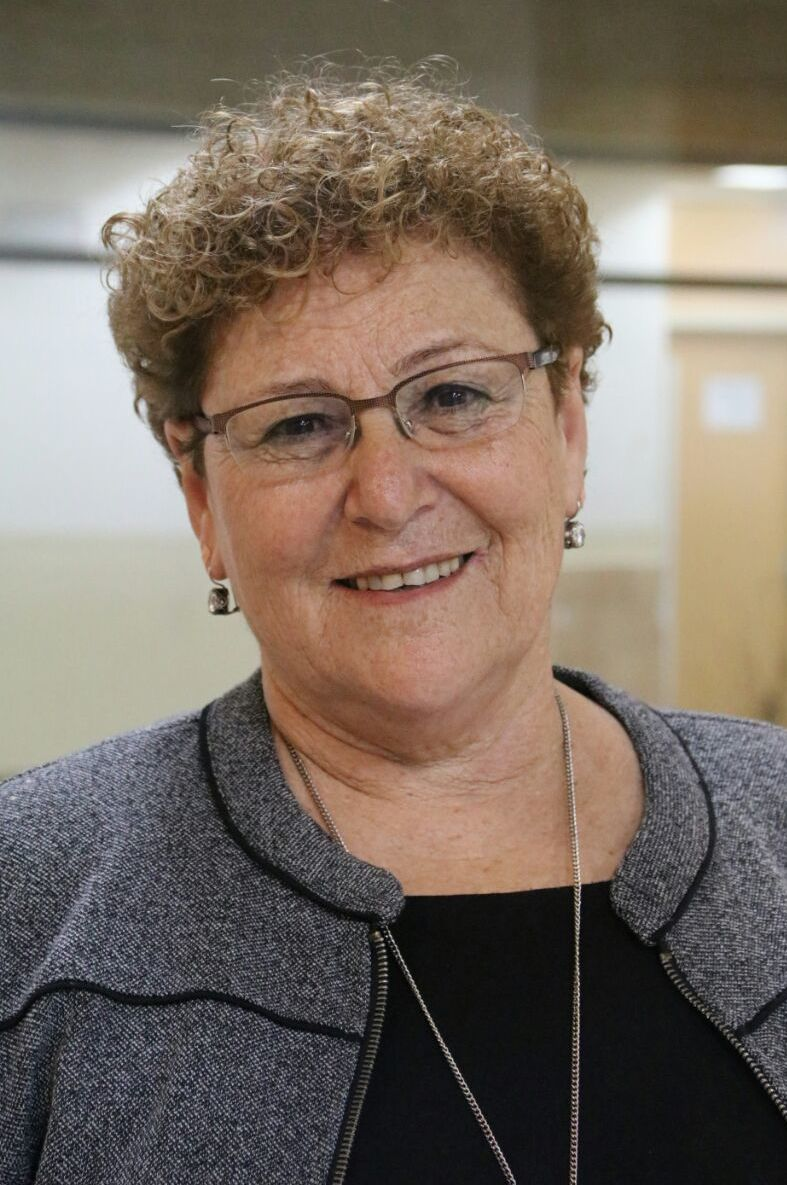
Miriam Peretz (2015)

Die Präsidentschaftswahl in Israel 2021 fand am 2. Juni des Jahres statt. Gesucht wurde ein Nachfolger für Staatspräsident Reuven Rivlin vom Likud, dessen siebenjährige Amtszeit am 9. Juli endet. Wahlberechtigt waren die 120 Mitglieder des Parlaments des Landes, der Knesset, in der Zusammensetzung nach der Wahl im März 2021.
Für eine Kandidatur wurde die Unterstützung von mindestens zehn Knessetmitgliedern benötigt. Erreicht wurde sie vom Vorsitzenden der Jewish Agency for Israel und früheren Chef der Arbeitspartei, Jitzchak Herzog, sowie der Lehrerin und Israel-Preisträgerin Miriam Peretz, deren Unterstützerkreis eher im rechten und religiösen Umfeld zu verorten war. Ebenfalls an einer Kandidatur interessiert, aber am Quorum gescheitert waren der Schauspieler und Sänger Yehoram Gaon sowie die früheren Knesset-Abgeordneten Michael Bar-Zohar und Jehuda Glick.

## Ergebnis
Die Knesset wählte Herzog mit 87 Stimmen zum neuen Staatspräsidenten. Peretz erhielt 26 Stimmen.